# Estação Lawrence (TTC)
Lawrence é uma estação do metrô de Toronto, localizada na secção Yonge da linha Yonge-University-Spadina. Localiza-se no cruzamento da Yonge Street com a Lawrence Avenue. Lawrence possui um terminal de ônibus integrado, que atende a três linhas de superfície do Toronto Transit Commission (ônibus da 97 Yonge não entram no terminal, e passageiros desejando realizarem uma conexão entre o metrô e a linha e vice-versa precisam de um transfer). O nome da estação provém da Lawrence Avenue, a principal rua leste-oeste servida pela estação.